# Miesbach

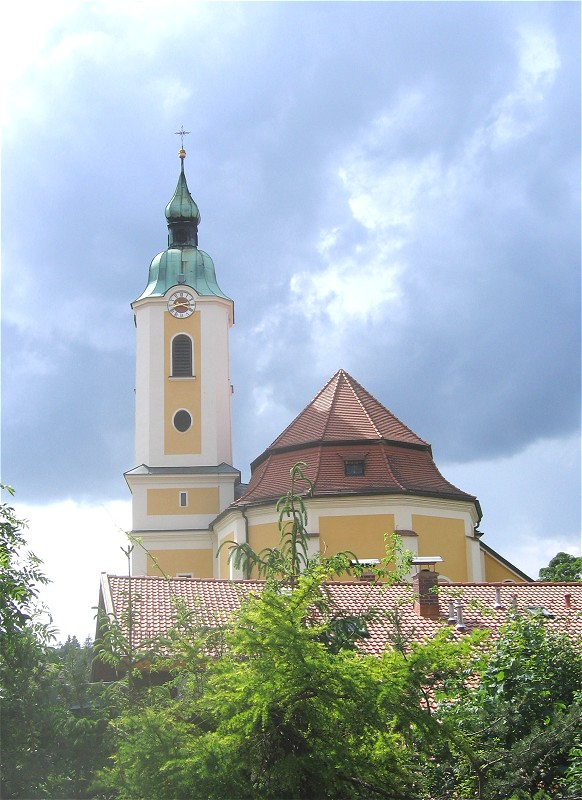
Kościół pw. Wniebowstąpienia NMP (Mariä Himmelfahrt)

Miesbach (baw. Miaschboch) – miasto powiatowe w południowych Niemczech, w kraju związkowym Bawaria, w rejencji Górna Bawaria, w regionie Oberland, siedziba powiatu Miesbach. Leży około 40 km na południowy wschód od Monachium, nad rzeką Schlierach, przy drodze B307, B472 i linii kolejowej Monachium – Bayrischzell.

## Demografia
Dane o ludności z 31 grudnia 2008:
| Opis                                | Ogółem | Ogółem | Kobiety | Kobiety | Mężczyźni | Mężczyźni |
| ----------------------------------- | ------ | ------ | ------- | ------- | --------- | --------- |
| Jednostka                           | osób   | %      | osób    | %       | osób      | %         |
| Populacja                           | 11 133 | 100    | 5813    | 52,21   | 5320      | 47,79     |
| Wiek przedprodukcyjny (0–17 lat)    | 2061   | 18,51  | 984     | 8,84    | 1077      | 9,67      |
| Wiek produkcyjny (18–65 lat)        | 6824   | 61,3   | 3492    | 31,37   | 3332      | 29,93     |
| Wiek poprodukcyjny (powyżej 65 lat) | 2248   | 20,19  | 1337    | 12,01   | 911       | 8,18      |

## Polityka
Burmistrzem miasta jest Ingrid Pongratz z CSU, rada miasta składa się z 24 osób.
|      | CSU | SPD | Zieloni | FWMPW | Razem |
| 2008 | 11  | 6   | 2       | 5     | 24    |
| 2002 | 11  | 6   | 1       | 6     | 24    |